# Ramune
Ramune (ラムネ), prononcé en français /lamune/, ou limonade japonaise, est une boisson gazeuse non alcoolisée. Son nom, ramune en katakana, est une altération phonétique de l'anglais lemonade.

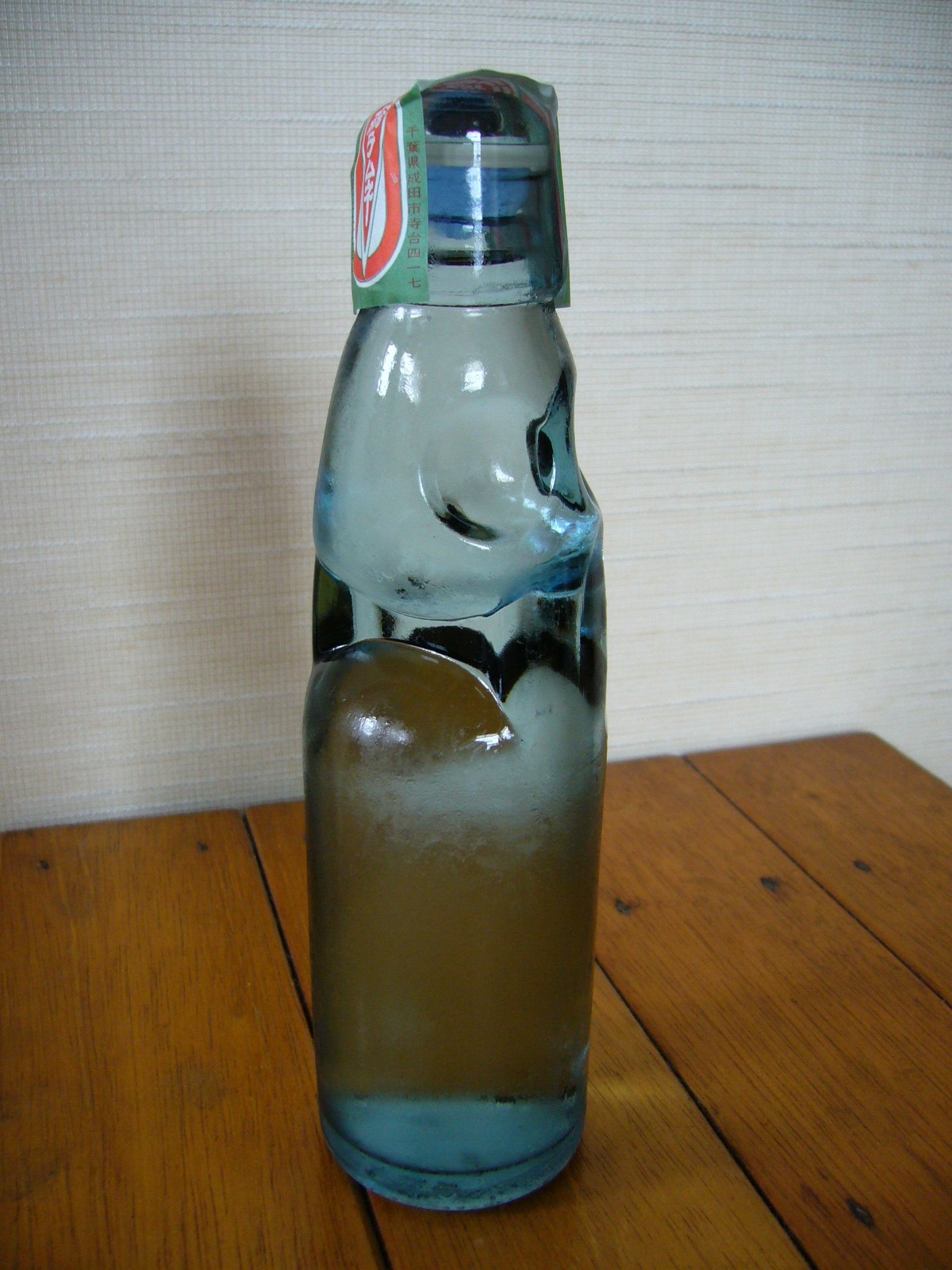
Bouteille de ramune

Au Japon, il est généralement consommé pendant les matsuri et dispose de sa propre fête, le 4 mai.

## Histoire
L'apparition du ramune fait l'objet de plusieurs récits. Selon la version la plus répandue, c'est au début de l'ère Meiji, en 1884, dans une pharmacie de Kobe tenue par un Écossais, Alexander Cameron Sim, que commence la production de la boisson. D'abord destinée aux expatriés, elle gagne en popularité l'année suivante, en 1885, lors d'une épidémie de choléra. Considérée comme plus sûre à boire que l'eau dans un article du Mainichi Shimbun, qui la propulse en boisson populaire, elle ne guérit pas pour autant du choléra contrairement à l'eau tonique qui, elle, traite efficacement les symptômes de la malaria. Néanmoins, la demande ne cessa de croître pour le ramune et ses vertus prétendument thérapeutiques, stimulée par la perception de boisson occidentale moderne qu'en avaient les Japonais,. Désormais élevée au rang d'icône parmi les boissons nippones, elle est aussi connue en France et vendue dans des boutiques spécialisés, des restaurants asiatiques, voir dans certains supermarchés.

## Bouteille
Comme le banta, boisson gazeuse populaire en Inde, le ramune est vendu dans des bouteilles à col Codd, scellées par une bille en verre grâce à la pression exercée par le dioxyde de carbone contenu dans la boisson. Pour l'ouvrir, un ustensile en forme de clou est fourni avec chaque bouteille et sert à déloger la bille du goulot où elle est enclenchée dans un joint en caoutchouc. À l'intérieur de la bouteille, deux renfoncements permettent d'éviter que la bille ne bloque le passage du liquide.

## Saveurs
Le ramune « original » a un goût unique qui n'est ni celui d'une limonade classique, ni celui de marques commerciales telles que 7 Up ou Sprite. En ce sens, le ramune est avant tout une saveur, aux légère notes de bubble gum.
Parmi les saveurs disponibles : original, banane, champagne, cerise, wasabi, curry, chocolat, noix de coco, cola, 
potage de maïs, raisin, pomme verte, thé vert, kiwi, litchi, mangue, 
melon, poulpe, orange, citron, pêche, ananas, prune, pamplemousse, framboise, 
fraise, sauce takoyaki, vanille, pastèque, myrtille, teriyaki, Blue 
Hawaii, chewing-gum, disco dance, Mystery...

## Dérivés
Le goût unique du ramune se retrouve dans plusieurs dérivés, notamment les dagashi appelés Fue Ramune (bonbons légèrement acidulés en forme d'anneau dont on peut se servir comme sifflet), mais également des glaces, Kit Kat et autres pâtisseries.